# 日本の空き家問題
日本の空き家問題（にほんのあきやもんだい）では、高齢化社会が進む2000年代以降の日本での空き家問題について説明する。

## 概要

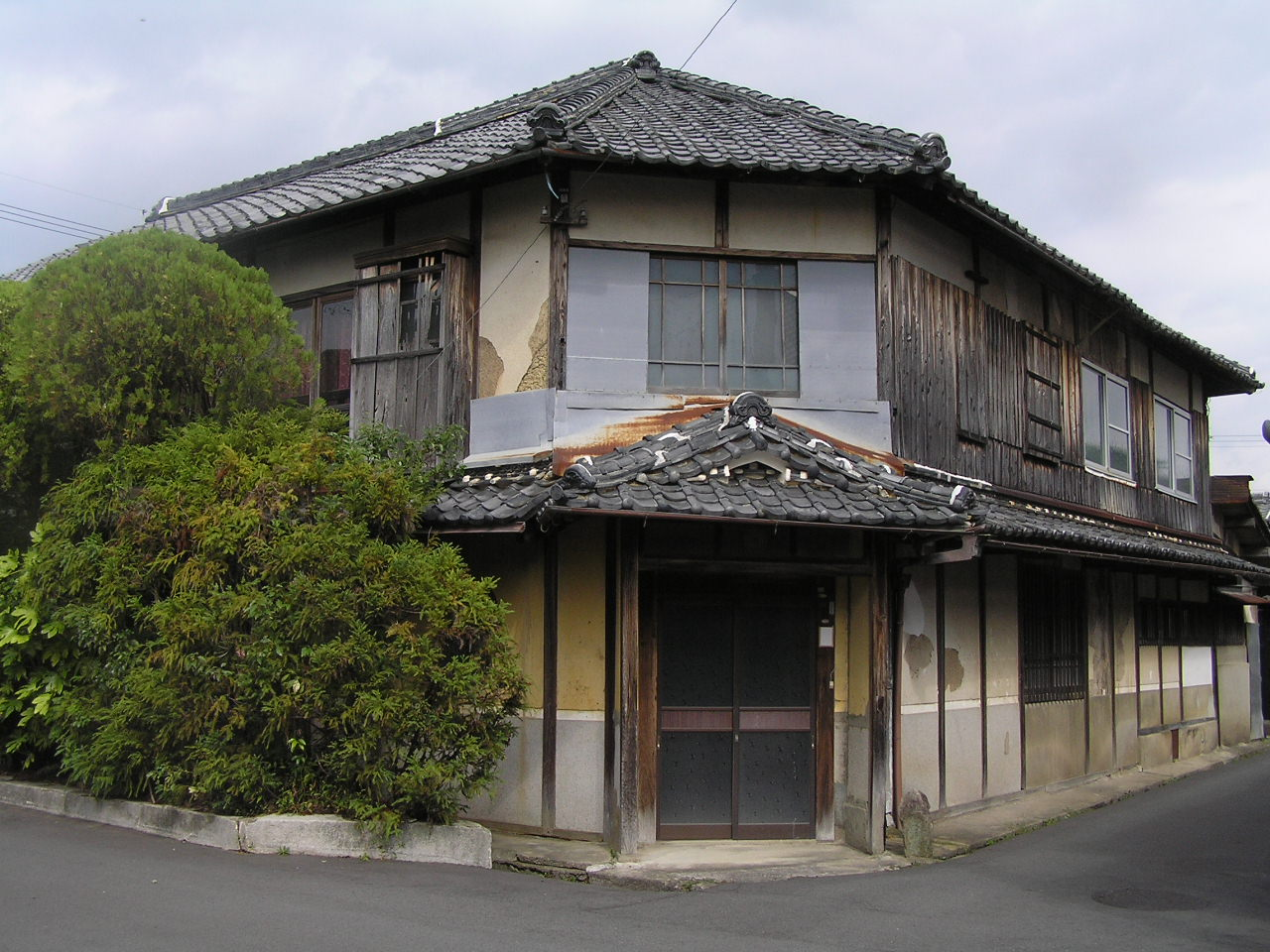
丹波篠山市の京口新地の一角にあった阿部定が最後に勤めた遊郭「大正楼」（兵庫県丹波篠山市は、長年空き家として残っていたが、2019年3月、倒壊の危険性が高いと判断され、行政代執行により強制撤去された）

2013年の総務省調査によると全国の空き家数は約820万戸、全住宅の7戸に1戸が空き家という状況になっており、民間予測では、2033年頃には空き家数2,150万戸、即ち日本の全住宅の3戸に1戸が空き家となる。NHKの取材では、県庁所在地などの都市部や大都市圏でも空き家が急増。団塊世代が平均寿命を超過し、多くの相続問題が発生する2040年に向けては、更に拍車がかかると分析している。
住宅・土地統計調査（総務省）によれば、2013年までの20年間で、空き家の総数は、1.8倍（448万戸→820万戸）に増加。空き家の種類別の内訳では、「賃貸用又は売却用の住宅」等を除いた、「その他の住宅」（いわゆる「その他空き家」）がこの20年で2.1倍（149万戸→318万戸）に増加。全住宅ストックに占める「その他空き家」の割合は5.3%であった。2015年5月26日に空家等対策特別措置法が施行されてから、「空き家問題」という言葉多用され出した。空き家問題は所有者側の視点ではなく、近隣住民側の視点で語られることが多い。その結果、「空き家は地域の景観や安全を損なうものである」という負のイメージで語られがちとなった。しかし、空き家に関する問題のほとんどが、所有者が悪で近隣住民は被害者という単純な構造ではなく、所有者自身も、空き家の管理や活用について問題を抱えていることが多い。その所有者が抱える問題の多くは、法律や税制、または物理的な問題であることが多いため、解決を困難にしている。
日本の場合、その根本原因に、戦後から続いてきた新築住宅優遇策がある。政府は良質な賃貸住宅の整備に力を入れるべきだと、読売新聞東京本社調査研究本部主任研究員・黒井崇雄は指摘する。また、デイリー新潮編集部の取材（音楽評論家・歴史評論家 香原斗志）でも、日本では高度成長期以来、住宅の建設は、建設・不動産業界の売上げ増につながるばかりか、家具や電化製品などの新規需要をも喚起するため、戦後の住宅不足は、1970年代には解消されたはずであるにもかかわらず、新築住宅に対する優遇策が繰り返し打ち出されてきた。多くの景気対策、需要刺激策として、住宅ローン減税などが次々と打ち出され、新築住宅の建設が推奨されてきた。今なお景気を見る指標の一つとして、新築住宅の着工件数が重視されているなど、その姿勢は変わっていない。2023年度に首都圏で新築分譲されたマンションだけで2万6798戸におよぶのは異常である。こうした政府の政策により、日本では異常なほどの新築志向が見られ、解消されていない。香原は、住宅が新築されれば、それが空き家の増加に直結し、日本の将来に暗い影を落とす。今後は、旧来の発想を逆転させ、家は新しく建てるもの、という刷り込まれた認識を消し去るために、住宅の新築志向の人たちに対し、従来のような優遇策とは反対に、リスクを負わせることが必要だ。もっとも重要なのは、新規の住宅開発を大きく減らし、中古住宅の流通シェアを劇的に高めていくことであり、省エネやSDGsの実現にもつながる。これ以外に方法はないと説く。

### 空き家の定義
「空き家」は、以下の4種類に分類される。

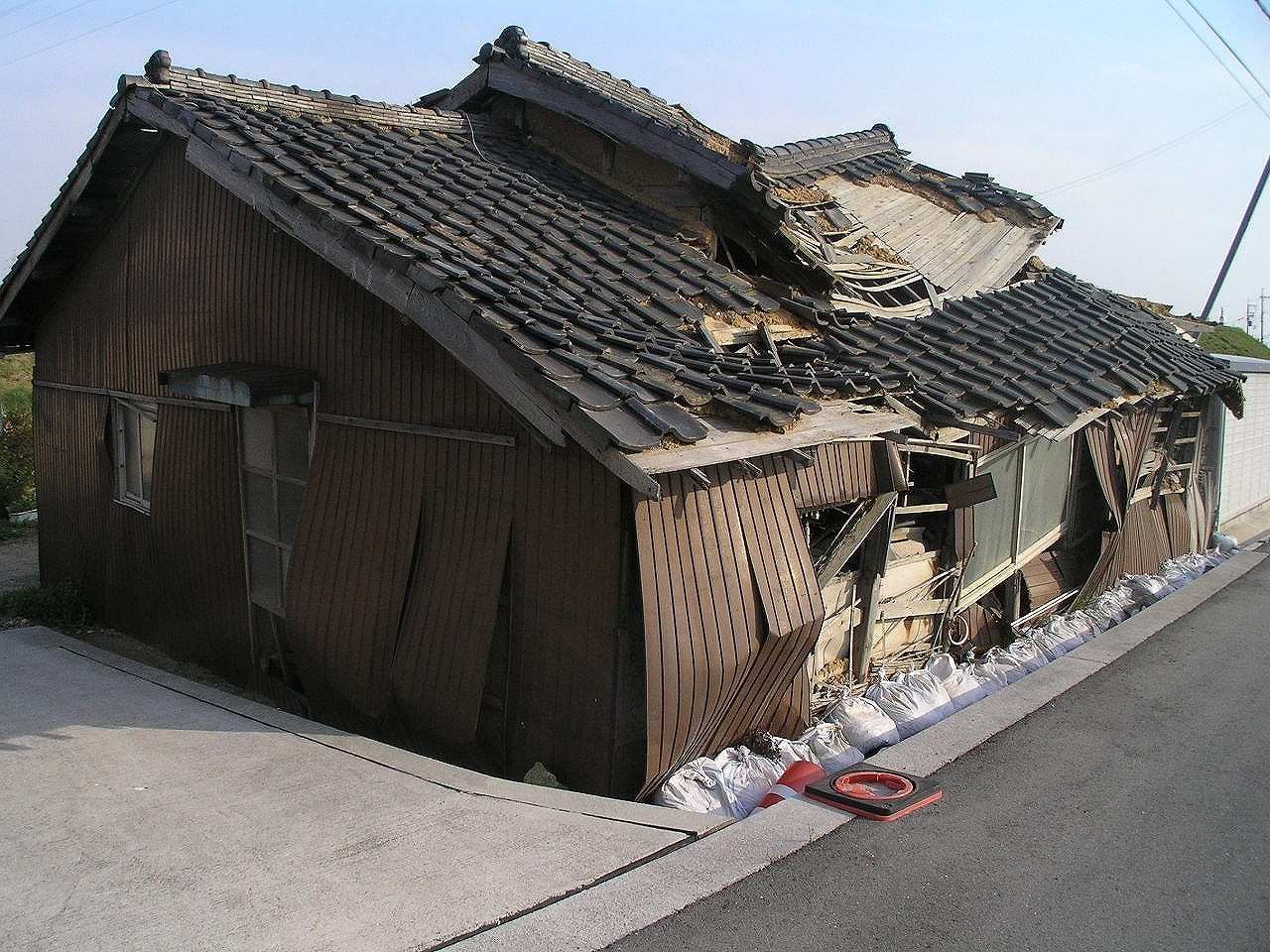
加古川市に放置された空き家

- 売却用: 販売中の空き家。通常、不動産会社または所有者が管理。
- 賃貸用: 入居者募集中の空き家。不動産会社または所有者が管理。
- 二次利用: 普段使っていない別荘など。所有者が管理。
- その他: 上記の3種類以外。所有者が管理。

### 空家等対策の推進に関する特別措置法
2015年5月に施行された「空家等対策の推進に関する特別措置法」に基づき、空き家の管理が行き届いておらず、周辺環境に悪影響を及ぼしてしまっている場合、行政からの指導や処分が行われるようになった。

### 特定空家
「空家等対策特別措置法」では、『特定空家等とは、そのまま放置すれば倒壊等著しく保安上危険となるおそれのある状態又は著しく衛生上有害となるおそれのある状態、適切な管理が行われていないことにより著しく景観を損なっている状態、その他周辺の生活環境の保全を図るために放置することが不適切である状態にあると認められる空家等をいう』とされる。
特定空家に指定された後に自治体から改善の「勧告」を受けると、「住宅用地の特例措置」の対象から除外され、固定資産税の優遇措置が適用されなくなり、固定資産税額は更地状態とほぼ同等の最大6倍となる場合がある。さらに自治体からの「命令」に応じずに違反となった場合、最大50万円以下の過料が科せられる。

## 原因

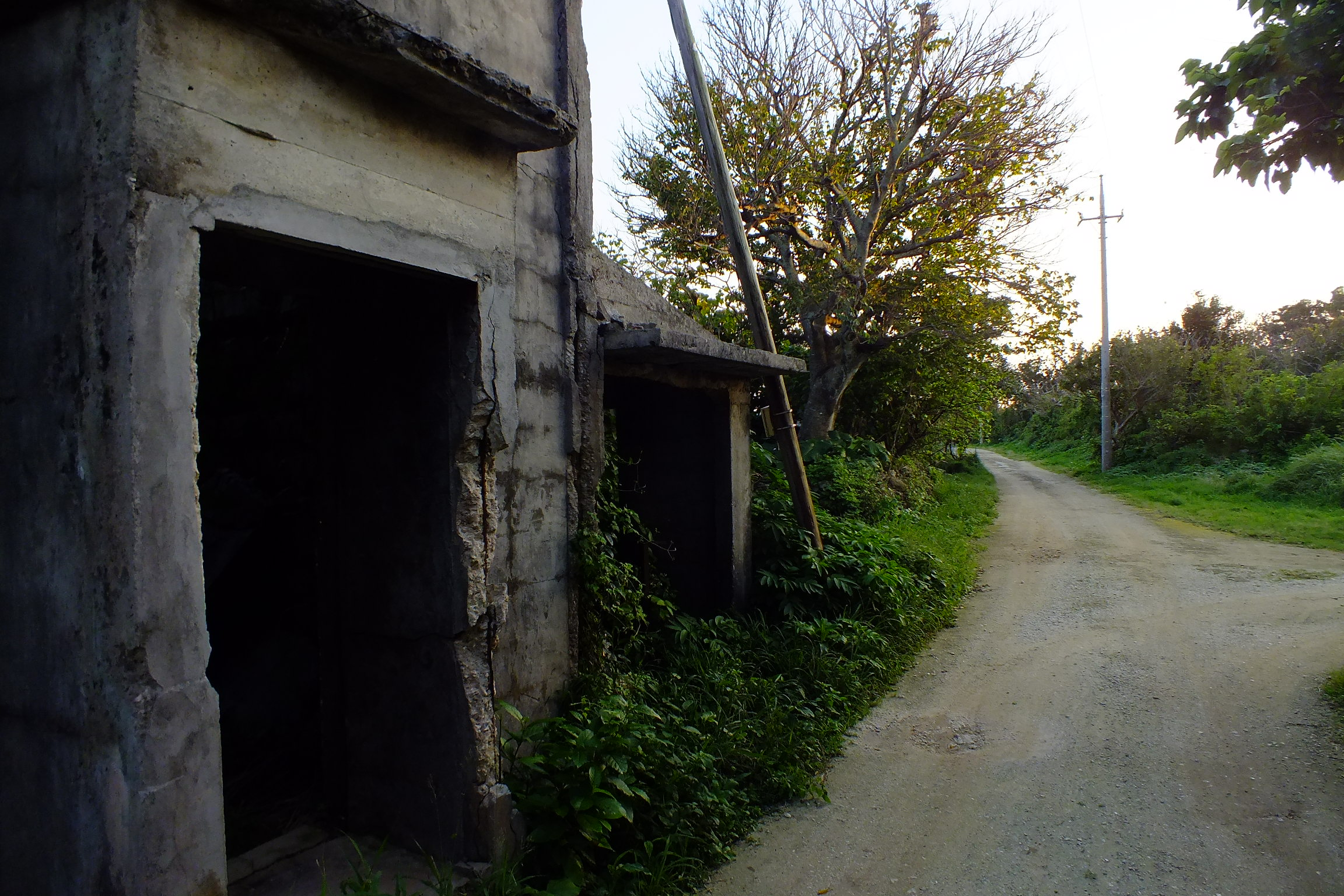
離島の空き家（沖縄県八重山諸島・黒島）

### 高齢化社会問題
空き家が発生する最も一般的な原因であり、高齢者が老人ホームなどの高齢者住宅や子供宅などに転居することにより、所有する家屋が空き家となる。特に団塊の世代を含めた高齢者の急激な増加に伴い、空き家が加速度的に増加することが予想される。特に利便性のわるい地域の住宅街では顕著となる。
空き家にしておく理由では、以下が多かった。
- 1位、物置として必要だから（44.9%）
- 2位、解体費用をかけたくないから（39.9%）
- 3位、特に困っていないから（37.7%）
- 4位、将来、自分や親族が使うかもしれないから（36.4%）
- 5位、好きなときに利用や処分ができなくなるから（33.0%）
- 6位、仏壇など捨てられないものがあるから（32.8%）

## 問題
空き家の増加に伴い、その地域の人口が減少し、地域の活力の低下のほか、道路や水道、電気などのインフラの維持が困難となる。仮に、ある道路の利用家族数が100家族から50家族まで半減した場合、1家族あたりの道路維持の負担は倍となるほか、スーパーや銀行、病院・診療所など、人々の生活に欠かせない施設の撤退も生じ、その地域の魅力を減退させる。また、空き家の放置により、倒壊、景観悪化、不法侵入など様々な悪影響が生じるおそれがあるとされる。
空き家の多くは高齢者が住んでいた自宅または親から子供が相続した実家である。このため、空き家には家族の想い出が詰まっており、利活用することに抵抗があるというケースが多い。高齢の親が老人ホームや子供宅などに転居して自宅が空き家になった場合には自宅を利活用するためのいくつかのハードルが存在する。片づけを始めても昔を思い出し、整理が進まない。最期は家に戻りたいと思っていたり、認知症を患い利活用の判断ができないなど。このため、たとえ、子供らが売却を勧めても、親は同意しないケースが多い。このため、高齢者の自宅は長期間、空き家状態となりやすい。
自宅や実家が空き家となる理由は様々だが、さらに、利活用ができるようになるまで数年、長いと10年以上かかることがある。その間に利用しない住宅は損傷が進行する。老朽化の進行に伴い、屋根や外壁などの剥落や建物が傾斜し倒壊する危険性が高まるなどの問題を引き起こす。また、庭の管理が不十分となり、庭木や雑草が繁茂し景観を乱すほか、蚊やスズメバチや害獣を発生させてしまうことすらある。このため、所有者は空き家を適正に管理する必要が生じる。

## 対策
日本政府は、2025年には前述の「その他」住宅の空き家を500万戸から100万戸抑制することを目標に掲げる。2024年現在、建物の解体数の年間約50万戸に対して、新築供給が100万戸弱あるため、この流れを問題視している。しかしながら買い手が減少する中での、活用や解体を促進する必要があり、難しい目標だと考えられている。
もっとも重要なのは、新規の住宅開発を大きく減らし、中古住宅の流通シェアを劇的に高めていくことである。住宅が新築されれば、それが空き家の増加に直結し、日本の将来に暗い影を落とす。そうである以上、新築住宅が増えないように対策を講じることが必要である。「家は新しく建てるもの」、という刷り込まれた認識を消し去り、住宅を新築する人に対しては、従来の優遇策とは反対に、リスクを負わせる。具体的には、課税を強化する。一戸建、集合住宅問わず、中古住宅を購入する場合には、税制上の大きな優遇措置を受けられるようにする。既存の住宅をリフォームしたり、リノベーションしたりする費用に対しても、優遇策を講じる必要がある。新築住宅に向いていた日本人の目を、中古住宅に向けさせることが重要で、建設や不動産業界は、リフォームやリノベーションを含めた中古物件を活性化する方向に業態転換する必要がある。